# Kwarttoonverdeling
De kwarttoonverdeling of het kwarttoonsysteem is een microtonaal toonstelsel waarbij het octaaf in 24 gelijke intervallen verdeeld is. De kwarttoonverdeling is dus een vorm van gelijkzwevende stemming. De tonen van de gebruikelijke gelijkzwevende stemming maken deel uit van de kwarttoonverdeling. Elk van de halve toonafstanden is dan nog eens gehalveerd. Een kwarttoon-interval bedraagt 50 cent.
Kwarttonen dienen niet verward te worden met kwartnoten. Een kwarttoon is een toon van een bepaalde hoogte of een interval. Een kwartnoot geeft de duur van een toon aan. Met kwarttoon, als een korte term voor een kwart toonafstand, wordt een interval bedoeld ter grootte van een kwart van een hele toonschrede. De zo ontstane tonen worden ook wel als kwarttonen aangeduid.
Kwarttonen worden voornamelijk toegepast in modern klassieke en avant garde composities. Een voorbeeld is de Saxofoonsonate van Edison Denisov.

## Notatie
Een verhoging van een toon met een kwarttoon wordt genoteerd met een half kruis voor de betrokken noot; een verlaging met een kwarttoon door voorplaatsing van een verticaal gespiegelde mol. In het onderstaande notenvoorbeeld staan dergelijke verhogingen en verlagingen genoteerd.
De kwarttonen komen tot stand door elke halve secunde van de chromatische toonladder in twee delen te splitsen. Zo krijgen we de volgende reeks:

## Andere muziek
In de volksmuziek en klassieke muziek van Griekenland, Turkije en Perzië, en Romamuziek van de Balkan, is het toepassen van allerlei andere verhogingen en verlagingen dan een halve toon heel gebruikelijk. Ook in klezmer zijn ze vaak te horen. Op fretloze instrumenten (viool enz.) kunnen gemakkelijk willekeurige verhogingen en verlagingen gespeeld worden. Op snaarinstrumenten met fretten kunnen ze gespeeld worden als de fretten op de daarvoor geschikte plaatsen staan. Bijvoorbeeld de Turkse saz is zo gebouwd. Bij fluiten kan de toon gevarieerd worden buiten de vaste toonhoogten, door een gat gedeeltelijk te sluiten. Balkanklarinettisten hebben een speciale techniek om kwarttonen uit een moderne klarinet te kunnen laten klinken, een vorm van alterneren tussen verschillende tonen waardoor het oor een kwarttoon ervaart. Tijdens de middeleeuwen bestonden kwarttonen ook nog in de Gregoriaanse muziek, zoals in het promotieonderzoek van dr. Leo Lousberg is te vinden.